# Cedrè
|  | «Cedrè» redirigeix aquí. Si cerqueu el cronista romà d'Orient, vegeu «Jordi Cedrè». |

El cedrè (també conegut com a Cedr-8(15)-è) és un sesquiterpè tricíclic. N'existeixen dos isòmers: l'(-)-alfa-cedrè i el (+)-beta-cedrè, que es diferencien per la posició del doble enllaç i per la seva quiralitat. Aquest compost va ser aïllat per primer cop per P.H. Walter l'any 1841. És un compost molt complex, fet que va propiciar la proposició de múltiples estructures possibles. La seva síntesi és complicada, i existeixen diverses maneres d'aconseguir-la, tals com les síntesis de Corey, Gilbert Stork, Anderson i Hee-Yon-Lee.
Els dos isòmers són presents a la natura, en plantes com la magnolia comú, Hypericum maculatum, (beta-cedrè) la colza o el clavell (alfa-cedrè). El cedrè present a la natura té com a component principal l'alfa-cedrè, tot i que el beta-cedrè, així com altres sesquiterpens, també hi són presents. El cedrè va ser extret per primera vegada de l'oli del cedre de Virginia (Juniperus virginiana), fet que li valgué aquest nom. El cedrè, de la mateixa manera que un gran nombre de terpens, té propietats antifúngiques. Per exemple, en un estudi científic es va observar que l'alfa-cedrè i el beta-cedrè inhibien el creixement dels fongs patògens Clostridium perfringens, Actinomyces bovis i Candida albicans, però no eren actius contra Fusobacterium necrophorum.
El cedrè és emprat en processos relacionats amb la perfumeria, la medicina tradicional i la cosmètica. Se li coneixen propietats antisèptiques, antiinflamatòries, antiespasmòdiques, tòniques, astringents, diurètiques i sedants.